# Piedad Pineda
Fanny Piedad Pineda Ludeña (Loja, 1947) es una educadora y política ecuatoriana y la primera mujer en ocupar la alcaldía de Loja (2018 - 2019). Desempeñó el cargo de Concejal del Cantón en dos ocasiones y también fue Vicealcaldesa, durante la administración de José Bolívar Castillo.

## Biografía
Piedad Pineda nació en Loja en 1947, es Licenciada en Educación y ejerció la docencia por 37 años; actualmente está jubilada. Es la primera mujer en llegar a la Alcaldía de Loja.
Fue elegida Concejal del Cantón para el periodo 2000-2004, en el 2014 se presenta por segunda ocasión para la misma dignidad junto a José Bolívar Castillo por el Movimiento Acción Regional por la Equidad (ARE), ganando nuevamente. En agosto del 2017, el concejal Dario Jaramillo propuso el nombre de Pineda para Vicealcalde y fue aprobada con 6 votos.
José Bolívar Castillo fue revocado de la alcaldía mediante consulta popular en el 2018, lo que convirtió a Piedad Pineda en la nueva Alcaldesa de Loja; cargo que ejerció hasta marzo de 2019.